# William Popp
William Popp (født 21. oktober 1994) er en japansk fodboldspiller.
Han har spillet for flere forskellige klubber i sin karriere, herunder Tokyo Verdy og FC Gifu.